# Kozice (Slatina)
Kozice est un village de la municipalité de Slatina (Comitat de Virovitica-Podravina) en Croatie.